# Roberto Losada Rodríguez
Roberto Losada Rodríguez, també conegut com El Chino (en català, el xinès), és un exfutbolista gallec, nascut a Vigo el 25 d'octubre de 1976, que ocupava la posició de davanter.

## Trajectòria
Sorgeix del planter del Reial Oviedo, tot debutant amb el primer equip a la campanya 95/96. Després de tres anys amb esporàdiques aparicions, la temporada 98/99 és cedit al CD Toledo, amb qui qualla una bona temporada (37 partits i 8 gols). Retorna a l'Oviedo, ara com a titular, tot marcant set gols en 35 partits de la temporada 99/00. A l'any següent, però, només disputa 15 partits.
La 01/02 recala al RCD Mallorca, i a la següent, de nou a Oviedo. L'equip asturià juga ara a la Segona Divisió. La campanya se salda amb 30 partits i 3 gols, i el conjunt asturià descendit de forma administrativa. Losada deixa el club i fitxa pel Reial Valladolid.
Al conjunt castellanolleonès, el davanter roman tres temporades i mitja, tot i que tan sols compta en la primera, en la qual marca 8 gols en 27 partits. La resta de la seua trajectòria val·lisoleta és suplent, i mitjada la temporada 06/07, marxa a la UD Las Palmas. A l'any següent fitxa pel CD Lugo.
Losada ha estat internacional per la selecció gallega de futbol i per les categories inferiors de la selecció espanyola.